# Poutník – Mágův deník
Poutník – Mágův deník je první kniha Paula Coelha. Vypráví o neobyčejné cestě jednoho poutníka ze St. Jean-Pied-de-Port do Santiago de Compostela. Naplňuje přísloví: „cíl je cesta“.

## Děj románu
Začátek příběhu čtenáře zavede do brazilského pohoří Serra do Mar, kde právě probíhá rituál jmenování Mistrem a Rytířem řádu Tradice RAM. (R-Rigor, přísnost, A-Amor, láska, M- misericórdia, milosrdenství) Právě v okamžiku, kdy má být hlavnímu hrdinovi, předán nový meč, tak se stane něco co nečekal. Mistr mu šlápne na ruku a řekne „V poslední zkoušce jsi neuspěl“. Tradice není cestou vyvolených, ale cestou všech. Musíš jít svůj meč hledat znova mezi prostými lidmi.
Až později se hlavní hrdina dozvěděl, že bude meč hledat na dávné středověké trase zvané jako Svatojakubská poutní cesta. Nedovedl si ale vůbec představit, že opustí rozdělanou práci, domov a své přátele.
Nakonec se přece jen odhodlal, když dostal od manželky dvě letenky s určeným datem letu. Ještě ho vyprovodila z Brazílie na Španělské letiště, kde se rozloučili. Pak už jel sám pronajatým autem do Saint-Jean-Pied-de Port vyhledal stařenu Lourdes a ta ho poslala k městské bráně čekat na svého průvodce. Průvodce se jmenoval Petr.
Během celé cesty Petr učil poutníka různé techniky z praktik RAM. Jako první bylo cvičení semene. Zjednodušeně lze říct, že cvičení spočívá v tom, cítit se jako semínko jež zrovna začíná klíčit a jak plyne čas stále více roste a prodírá se za sluníčkem a je stále větší a silnější až nakonec člověk stojí na špičkách prstů u nohou a napíná své tělo do výše.
Další cvičení probíhalo v městečku Roncesvalles. Cvičení rychlosti se provádí tak, že jdeš poloviční rychlostí než normálně a zároveň pozorně vnímáš krajinu a lidi kolem tebe. V městečku potkali pátera Jordima, který poutníkovi pověděl, že i když projde celou pouť, tak to ještě neznamená, že dostane nový meč. Ještě mu prozradil, že Svatojakubská pouť je pouze jedna ze čtyř cest. Je to CESTA MEČE. Další je CESTA HOLE pouť do Říma, CESTA GRÁLU pouť do Jeruzalému a ta poslední je tajná cesta, kterou kdo vykoná tak o ní nesmí nikomu povědět.
Dalším cvičením je cvičení krutosti. Jde vlastně o to, že když nás napadne myšlenka, která nám ubližuje, tak si ublížíme tak abychom to pocítili na těle. Dále je rituál posla. Kdy si v podvědomí vizualizujeme svého posla a promlouváme s ním. Následovalo cvičení probouzení intuice (cvičení vody). Nejdříve se vylije trocha vody na hladkou a nepropustnou plochu a dívej se na kaluž. Po chvíli začni kreslit do kaluže obrazce.
Následuje rituál modré koule. Představ si, že tvé srdce je celé modré , září a roste. Nejdříve naplňuje tebe, tvůj pokoj, lidi kolem tebe, tvé město, stát, kontinent a nakonec září celá modrá planeta. U této myšlenky chvilku vytrvej a pak zase stahuj světlo zpět do svého srdce.
Další jsou cvičení zaživa pohřbeného, dech RAM, cvičení stínů, cvičení sluchu a cvičení tance.
Na cestě poutník překonává různé nástrahy. Například zdolává vodopád proti proudu, bojuje se zlými duchy, několikrát se holýma rukama utkává se zlým psem, staví povalený velice těžký kříž u cesty, učí se od svého průvodce pokoře apod.
Poslední díl cesty putuje poutník sám. Uvědomí si co chce s mečem udělat, až se mu dostane do rukou. Že chce bojovat dobrý boj. S tímto pocitem se vydal na cestu dál. Nakonec dojde k malé kapličce, kde stojí Mistr s mečem pro poutníka v ruce.